# 西迪邁赫盧夫區

34°08′N 3°01′E / 34.133°N 3.017°E
西迪邁赫盧夫區（阿拉伯语：‎），是阿爾及利亞的行政區，位於該國中部，由艾格瓦特省負責管轄，首府設於西迪邁赫盧夫，面積1,840平方公里，2008年人口17,910，人口密度每平方公里10人。